# Mahbub ul Haq
Mahbub ul Haq (en urdú: محبوب الحق; Gurdaspur, 22 de febrer de 1934 - Nova York, 16 de juliol de 1998) va ser un economista, teòric del desenvolupament internacional i polític pakistanès que va exercir com a ministre de Finances del Pakistan del 10 d'abril de 1985 al 28 de gener de 1986, i de nou de juny a desembre de 1988. Considerat com un dels més grans economistes del seu temps, Haq va idear l'índex de desenvolupament humà, molt utilitzat per mesurar el desenvolupament dels estats.

## Trajectòria
Després de graduar-se en Ciències Econòmiques a la Government College University de Lahore, va guanyar una beca a la Universitat de Cambridge a Anglaterra. Més endavant es va doctorar a la Universitat Yale als Estats Units d'Amèrica i posteriorment va realitzar una investigació postdoctoral a l'Escola de Govern John F. Kennedy. Haq va tornar al Pakistan per exercir com a economista en cap de la Comissió de Planificació durant la dècada del 1960. El 1970, després de la caiguda de Muhammad Ayub Khan, Haq es va traslladar a Washington DC per treballar per al Banc Mundial com a director de planificació de polítiques fins a 1982, on va tenir un paper important en la reorientació del seu enfocament per ajudar al desenvolupament als països en vies de desenvolupament.
Va tornar al Pakistan el 1982 i el 1985 va assumir el càrrec de ministre de Finances del govern, i va supervisar un període de liberalització econòmica al país. El 1989 va tornar als Estats Units, on va exercir com a assessor especial del Programa de les Nacions Unides per al Desenvolupament (PNUD) del seu cap, William Henry Draper III. Al PNUD, Haq va liderar l'establiment de l'Informe sobre el Desenvolupament Humà i l'índex de desenvolupament humà (IDH) àmpliament respectat, que mesura el desenvolupament d'acord amb el benestar social, enlloc de només pels ingressos financers dels estats. Va tornar al Pakistan el 1996 per a fundar el Centre de Desenvolupament Humà a la capital Islamabad.
Es considera que Haq va tenir un efecte profund en el desenvolupament global. El seu llibre de 1995, Reflections on Human Development, va obrir noves vies a propostes polítiques per a paradigmes de desenvolupament humà, com el Pacte Mundial de les Nacions Unides que es va formar l'any 2000. Amartya Sen i Tam Dalyell van considerar que el treball de Haq «ha provocat un canvi important en la comprensió i la comptabilitat estadística del procés de desenvolupament». The Economist el va qualificar com «un dels visionaris del desenvolupament internacional».